# Douains
Douains är en kommun i departementet Eure i regionen Normandie i norra Frankrike. Kommunen ligger i kantonen Vernon-Sud som tillhör arrondissementet Évreux. År 2022 hade Douains 456 invånare.

## Befolkningsutveckling
Antalet invånare i kommunen Douains
Referens:INSEE